# 3.er Regimiento de Infantería (Estados Unidos)
El 3.er Regimiento de Infantería de los Estados Unidos es un regimiento del Ejército de los Estados Unidos. Actualmente cuenta con tres batallones activos y es fácilmente identificable por su apodo, La Vieja Guardia, así como por ser la Escolta al Presidente. El lema del regimiento es Noli Me Tangere (del latín: «No me toques»). El regimiento es una unidad importante del Distrito Militar de Washington.
El 3.º es el regimiento más antiguo todavía activo en el ejército regular, ya que se organizó por primera vez como el Primer Regimiento Americano en 1784. Ha sido la unidad ceremonial oficial del Ejército de los Estados Unidos desde 1948.

## Misión
La misión del regimiento es llevar a cabo actos conmemorativos para honrar a los camaradas caídos y celebrar ceremonias y eventos especiales para representar al Ejército de los Estados Unidos, comunicando su historia a los ciudadanos estadounidenses y al mundo.
Aunque la Vieja Guardia tiene principalmente una función ceremonial, es una unidad de infantería y, por lo tanto, debe cumplir con los estándares de certificación en su función de combate. La unidad también entrena para su función de apoyo a las autoridades civiles en una amplia gama de escenarios y para despliegues en apoyo de operaciones de contingencia en el extranjero. Por mandato, lleva a cabo la defensa en apoyo de las autoridades civiles en la Región de la Capital Nacional y despliega elementos en apoyo de las operaciones de contingencia en el extranjero.

## Asuntos conmemorativos y misión ceremonial

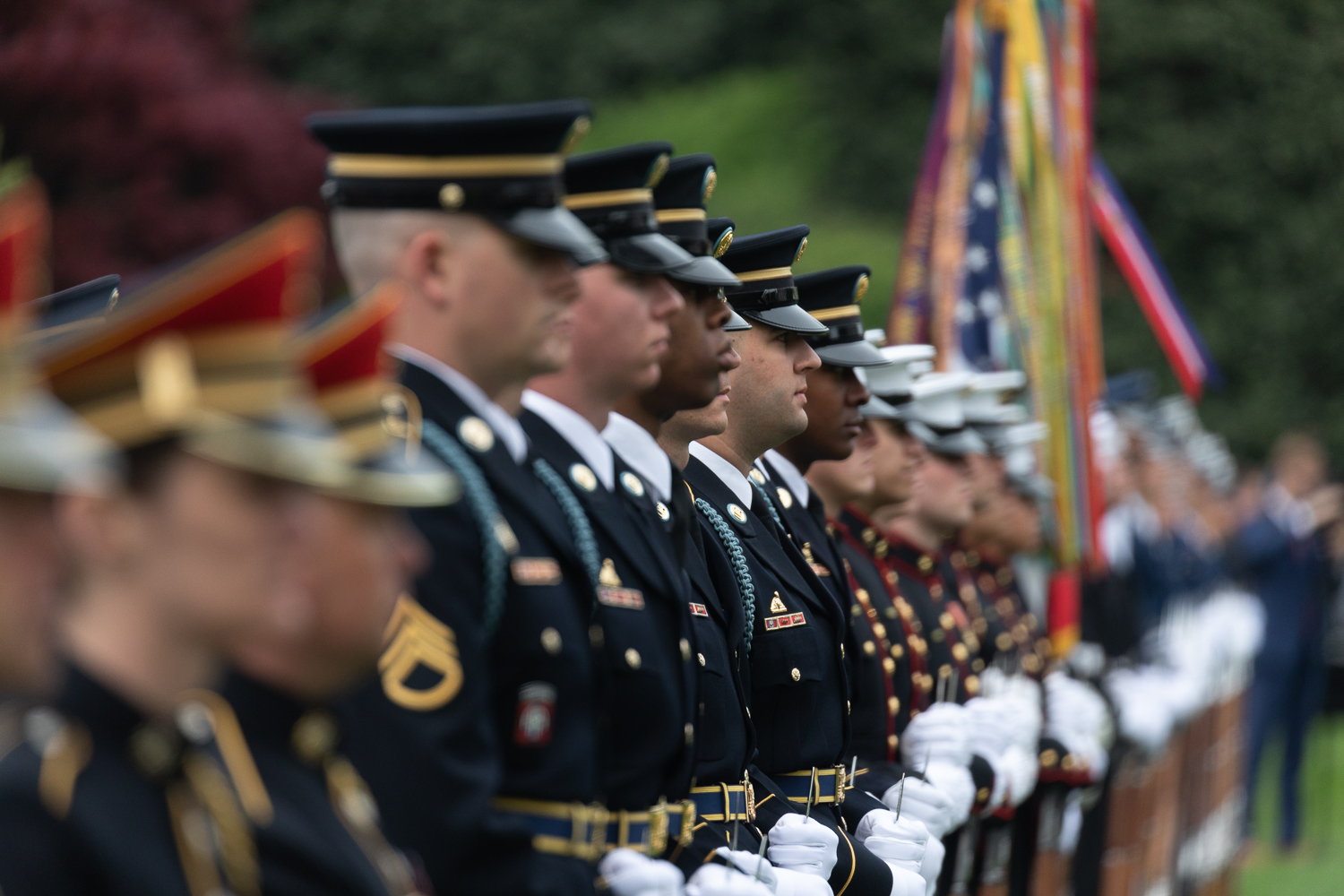
Miembros del 3.^{er} Regimiento durante una ceremonia de recepción al presidente de Francia Emmanuel Macron en la Casa Blanca.

Las misiones de asuntos conmemorativos incluyen funerales estándares y con todos los honores en el Cementerio Nacional de Arlington y traslados dignos en la Base de la Fuerza Aérea de Dover. Los soldados de la Vieja Guardia también realizan todos los traslados dignos de los soldados caídos que regresan a los Estados Unidos.
La lista de tareas ceremoniales de la Vieja Guardia incluye recepciones de honor para dignatarios visitantes, ceremonias de ofrenda floral en la Tumba del soldado desconocido y revistas de honor completas en apoyo de los líderes superiores del ejército y los soldados que se retiran. Los eventos especiales incluyen Twilight Tattoo, una actuación semanal en el área adyacente de Washington los miércoles por la noche de mayo a julio, y Spirit of America, un desfile histórico presentado en tres lugares nacionales en septiembre.
La Vieja Guardia es la única unidad de las Fuerzas Armadas de los Estados Unidos autorizada, por un decreto de 1922 del Departamento de Guerra, a marchar con las bayonetas caladas en todos los desfiles. Esto fue otorgado en honor a la carga de bayoneta de 1847 por parte del regimiento durante la Batalla de Cerro Gordo en la guerra con México.

### Unidades de especialidad
Además de los pelotones de marcha, también hay elementos de la Vieja Guardia que desempeñan funciones especiales únicas tanto para el regimiento como para el Ejército de los Estados Unidos. Entre estos se incluyen los centinelas de la Tumba del Soldado Desconocido, que vigilan las veinticuatro horas del día uno de los lugares más sagrados de la nación; Continental Color Guard, que presenta los colores de la nación en eventos especiales en toda la Región del Capitolio; la batería de saludo presidencial, que rinde honores a los altos dignatarios en las ceremonias de recepción y ofrenda floral, revisiones y funerales con todos los honores; y el pelotón Caisson del Ejército de los Estados Unidos, que proporciona caballos y jinetes para tirar del armón (el carro que lleva un ataúd) en funerales militares y estatales.

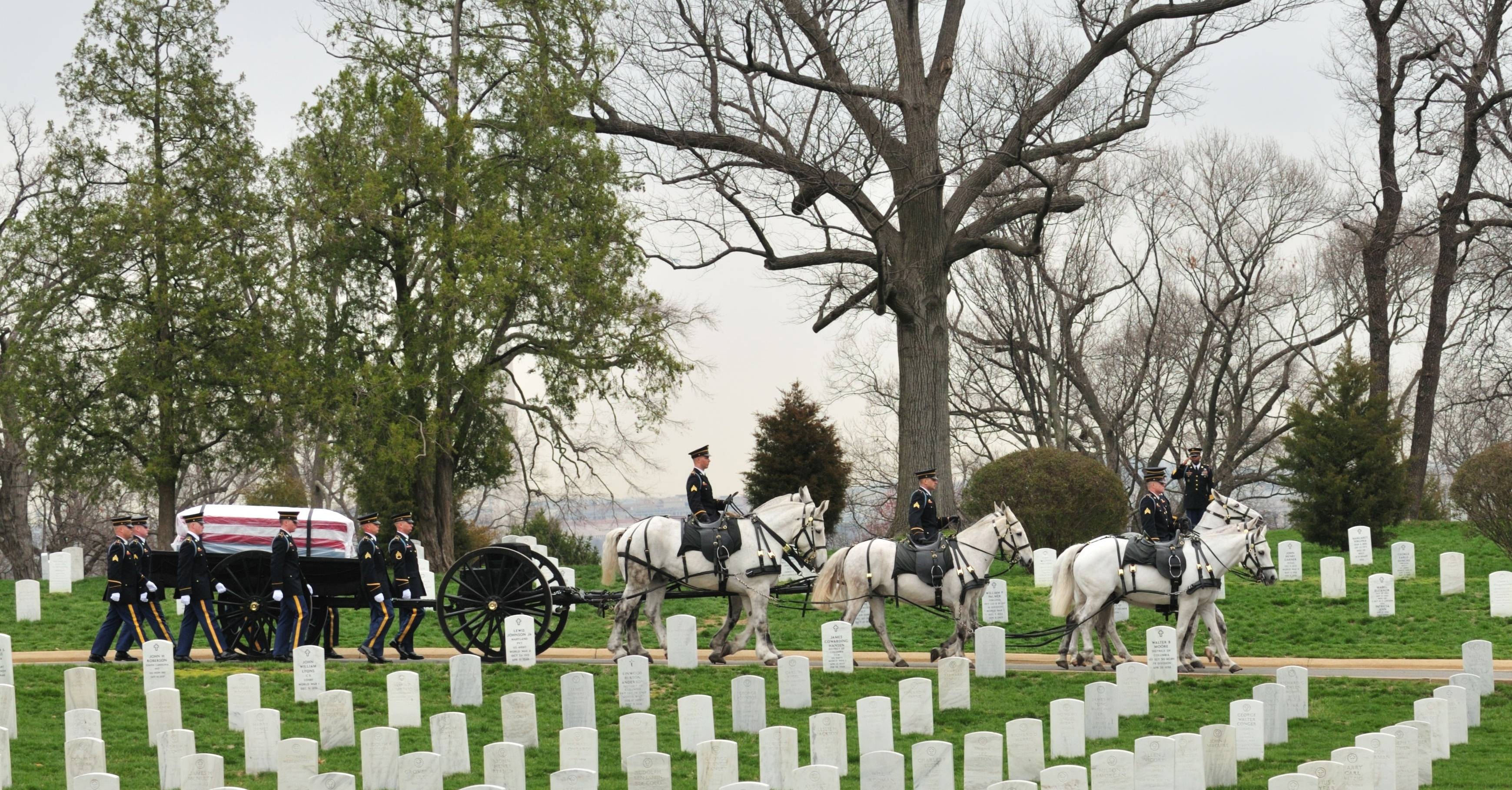
El pelotón Caisson de la Vieja Guardia en el cementerio nacional de Arlington.

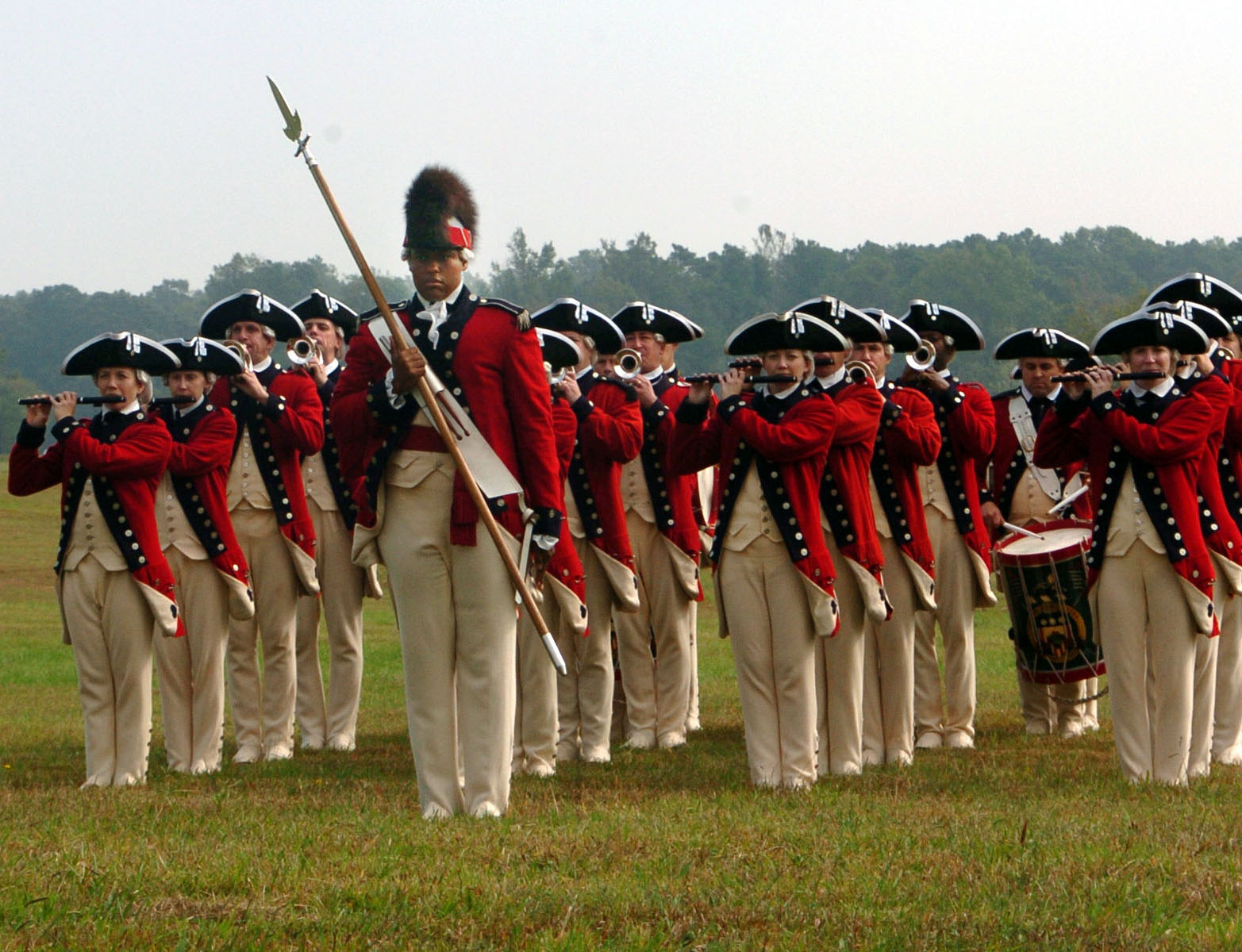
Cuerpo de Pífanos y Tambores de la Vieja Guardia en un desfile en octubre de 2006.

El pelotón Caisson también proporciona los caballos sin jinete que se utilizan en los funerales de honor y apoya a los soldados heridos que participan en el Programa de Equitación Terapéutica. Otros elementos de la Vieja Guardia incluyen la Guardia del Comandante en Jefe (Compañía A), que reproduce la guardia personal del general George Washington vistiendo uniformes azules coloniales, pelucas empolvadas y sombreros de tres picos, y portando mosquetes y alabardas Brown Bess en ceremonias y eventos especiales; el Equipo de Instrucción del Ejército de los Estados Unidos, que demuestra su habilidad y precisión en todo el país, y el Cuerpo de Pífanos y Tambores de la Vieja Guardia, que toca arreglos tradicionales de música de marcha que se remontan a la época del Ejército Continental. El cuerpo de pífanos y tambores de la Vieja Guardia marcha con uniformes revestidos de rojo de estilo colonial, para ser «mejor vistos a través del humo de la batalla»; los uniformes también incluyen sombreros de tres picos y pelucas empolvadas blancas. El tambor mayor del Cuerpo de Pífanos y Tambores tradicionalmente lleva un espontón (un arma histórica parecida a una pica) en su mano derecha para dirigir y comandar su unidad. Como tal, es el único soldado de todas las Fuerzas Armadas de los Estados Unidos autorizado a llevar un espontón y saludar con la mano izquierda (aunque el personal de la Marina de los Estados Unidos puede saludar con la mano izquierda bajo ciertas condiciones). Completando la Vieja Guardia se encuentran la 289.ª Compañía de la Policía Militar, el 947.º Destacamento Militar de Perros de Trabajo, la 529.ª Compañía de Apoyo del Regimiento, dos compañías del cuartel general del batallón y la compañía del cuartel general del regimiento.

#### Insignias únicas otorgadas a miembros específicos de la Vieja Guardia

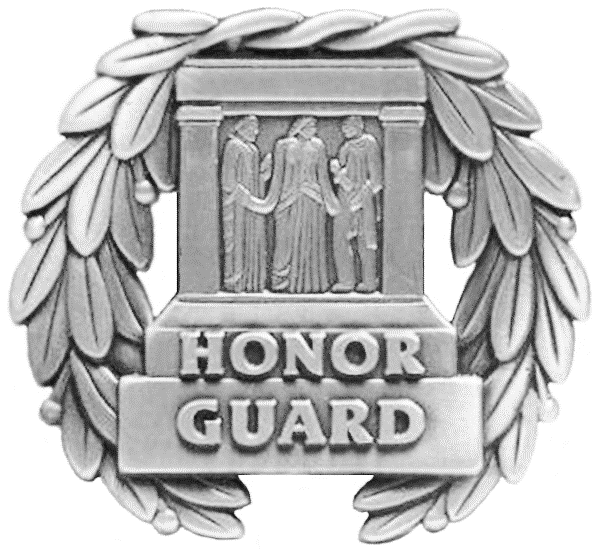
Guardia, insignia de identificación de la Tumba del Soldado Desconocido, otorgada a los centinelas electos del Pelotón de la Guardia de la Tumba del Soldado Desconocido.
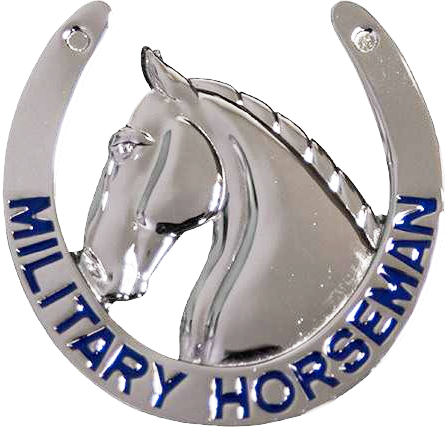
Insignia de identificación de jinete militar otorgada al jinete electo del pelotón Caisson.

### Pelotón de escolta
Pelotón de escolta es un término que se refiere a un pelotón de soldados del 3.er Regimiento de Infantería del Ejército de los Estados Unidos cuya principal misión ceremonial es marchar en ceremonias o funerales militares. Generalmente, las compañías de infantería de línea delegan la función de escolta a su 1.er pelotón. Este pelotón generalmente está compuesto por los soldados más altos asignados a la unidad.
El pelotón de escolta presidencial del regimiento, Compañía de la Guardia de Honor, tiene su base en Fort Myer. El pelotón sirve en los funerales presidenciales, tomas de posesión, jubilaciones del Pentágono, cenas de estado y visitas de estado en la Casa Blanca, y durante los discursos presidenciales en la rosaleda de la Casa Blanca, entre otros deberes.

## Organización actual del 3.erRegimiento de Infantería

### Cuartel General de Regimiento y Compañía de Cuartel General
- Cuartel General y Compañía del Cuartel General (HHC, por sus siglas en inglés)
  - Pelotón del Cuartel General
  - Estado Mayor de Coordinación
    - RS-1 (Administración)
    - RS-2 (Inteligencia)
    - RS-3 (Operaciones)
      - Química, Biológica, Radiológica y Nuclear
      - Operaciones
      - Redactores y locutores

    - RS-4 (Logística)
      - Oficina del Libro de Bienes
      - Subdivisión de Equipamiento Ceremonial

    - RS-6 (Comunicaciones)
      - Comunicaciones
      - Operaciones de Gestión de la Información (IMO, por sus siglas en inglés)

  - Oficina Jurídica
  - Oficina de Capellanes
  - Oficina de Asuntos Públicos
  - Reclutadores del Regimiento
  - Museo de la Vieja Guardia

### 1.erBatallón del 3.erRegimiento de Infantería de los Estados Unidos
El 1.er Batallón está compuesto por las siguientes unidades:
- HHC
  - Secciones de personal del batallón: S1, S2, S3, S4, S6
  - Pelotón Caisson
  - Batería de Saludo Presidencial
  - Pelotón del Cuartel General
- Compañía Bravo
  - Pelotón de escolta
  - Pelotón de ataúdes
  - Pelotón de disparo
- Pelotón del Cuartel General
- Compañía Charlie
  - Pelotón de escolta
  - Pelotón de ataúdes
  - Pelotón de disparo
  - Pelotón del Cuartel General
- Compañía Delta
  - Pelotón de escolta
  - Pelotón de Ataúdes
  - Pelotón de disparo
- Pelotón del Cuartel General
- Compañía Hotel
  - Pelotón de escolta
  - Pelotón de ataúdes
  - Pelotón de disparo
  - Pelotón del Cuartel General

### 2.º Batallón del 3.erRegimiento de infantería de los Estados Unidos
Estacionado en Fort Lewis, Washington, el 2.º Batallón del 3.º Regimiento de Infantería de los Estados Unidos sirve como uno de los tres batallones de infantería del 1.er Equipo de Combate de la Brigada Stryker de la 2.ª División de Infantería («Indian Head»). Después de una pausa de servicio de 31 años, el 2.º Batallón se reactivó el 15 de marzo de 2001 como parte del primer equipo de combate (inactivo) de la brigada Stryker del Ejército de los Estados Unidos. Sirvió como parte del primer despliegue de un equipo de combate de brigada Stryker en 2003. Luego sirvión en un despliegue de 15 meses entre 2006-2007. Se desplegó en Irak nuevamente en 2009 y en Afganistán en 2011. De 1966 a 1970, el 2.º Batallón formó parte de la 199.ª Brigada de Infantería Ligera y la 23.ª División de Infantería en Vietnam. El 2.º Batallón cuenta con las siguientes unidades:
- HHC
  - Pelotón de exploradores
  - Pelotón de morteros
  - Pelotón médico
  - Secciones de personal del batallón: S1, S2, S3, S4, S6
- Compañía Alpha
  - Primer Pelotón
  - Segundo Pelotón
  - Tercer Pelotón
  - Sección de Morteros
- Compañía Bravo
  - Primer Pelotón
  - Segundo Pelotón
  - Tercer Pelotón
  - Sección de Morteros
- Compañía Charlie
  - Primer Pelotón
  - Segundo Pelotón
  - Tercer Pelotón
  - Sección de Morteros
- Compañía Golf
  - Pelotón de Cuartel General/Equipo de Alimentación de Campo
  - Pelotón de Mantenimiento
  - Pelotón de Distribución

### 4.º Batallón del 3.erRegimiento de Infantería de los Estados Unidos
De 1966 a 1974, el 4.º Batallón formó parte de las Brigadas de Infantería 11.ª y 198.ª y de la 23.ª División de Infantería en Vietnam. El 4.º Batallón se reactivó en Fort Myer en 2008.
El 4.º Batallón está compuesto por las siguientes unidades:
- HHC
  - Guardias de la Tumba del Soldado Desconocido
  - Equipo de Instrucción del Ejército de los Estados Unidos
  - Secciones de personal del batallón: S1, S2, S3, S4, S6
- Compañía Alfa (Guardia del Comandante en Jefe)
  - Tres Pelotones de Marcha Colonial
- Compañía Echo (Compañía de la Guardia de Honor)
  - Pelotón de escolta
  - Pelotón de ataúdes
  - Pelotón de disparo
  - Guardia de Honor Continental[11]
- 289.ª Compañía de Policía Militar
  - Equipo de Reacción Especial
  - 947.º Destacamento de Policía Militar (K-9)
- Cuerpo de Pífanos y Tambores de la Vieja Guardia
- Compañía 529 de Apoyo al Regimiento
  - Sección de Cuarteles Generales
  - Pelotón de Servicio de Alimentos
  - Pelotón de mantenimiento
  - Pelotón de Transporte
  - Pelotón Médico

## Historial operativo

### Primeros años
La Vieja Guardia remonta su historia al Primer Regimiento Americano organizado en 1784 bajo el mando del Teniente Coronel Josiah Harmar, un veterano de la Revolución Americana. El 1.º de Infantería vio su primer combate en una campaña fallida contra la tribu de Miami cerca de lo que hoy es Fort Wayne, Indiana, en 1790. A esto le siguieron pérdidas devastadoras en la derrota de St. Clair en 1791.

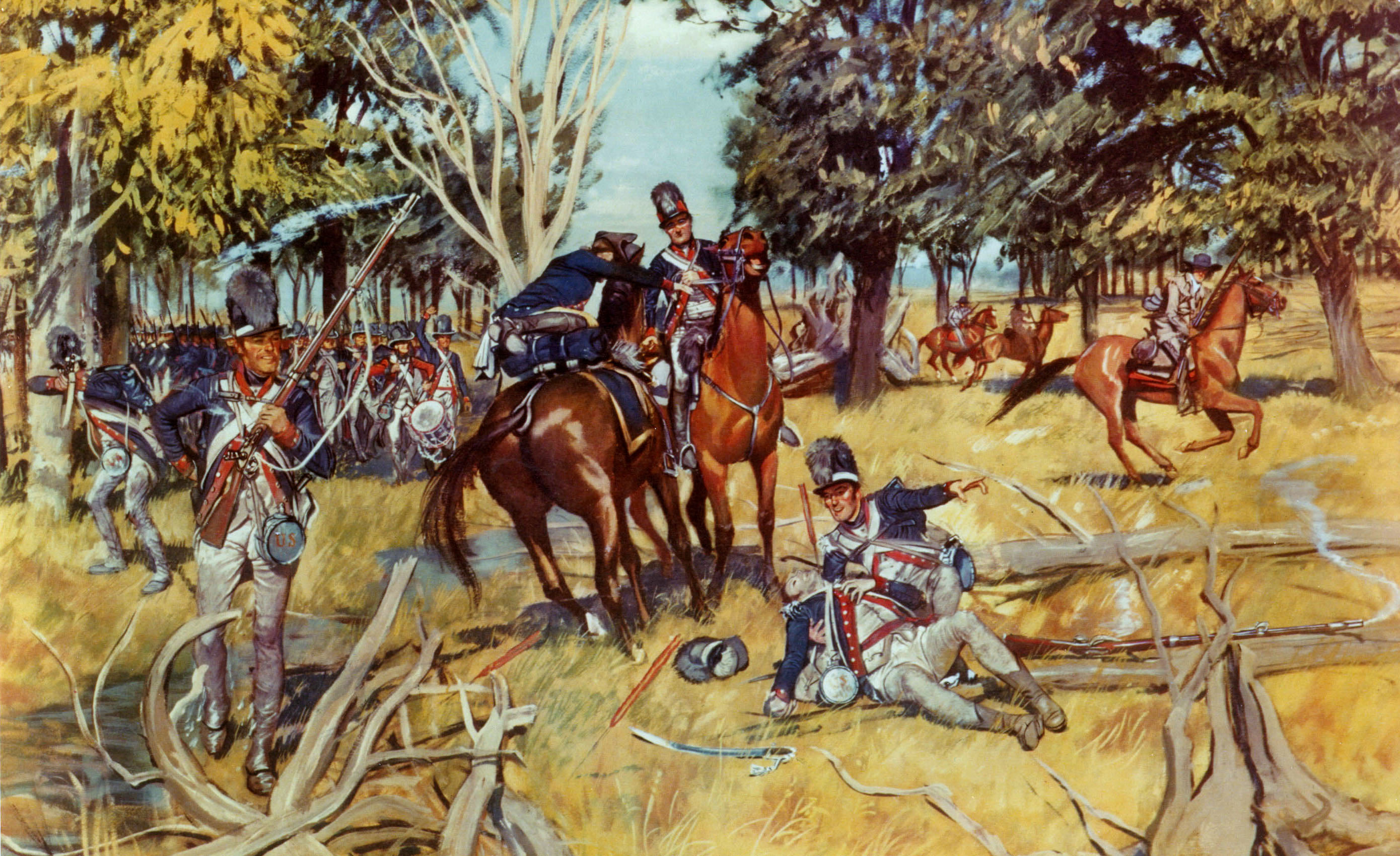
Representación artística de Anthony Wayne cerca de las orillas del río Maumee en Ohio, agosto de 1794.

En 1792, el Ejército de los Estados Unidos se reorganizó en la Legión de los Estados Unidos, con la 1.º de Infantería formando el núcleo de la 1.ª Sublegión (las sublegiones fueron los ancestros remotos de los actuales Equipos de Brigada de Combate, con unidades orgánicas de Infantería, Caballería y Artillería). El 20 de agosto de 1794, junto con la mayoría de las unidades de la Legión bajo el mando del mayor general Anthony Wayne, la 1.ª Sublegión participó en la victoria decisiva de la Legión sobre los Miami en la batalla de los Árboles Caídos.
En 1795, la Legión se reorganizó siguiendo líneas más tradicionales y volvió a llamarse Ejército de los Estados Unidos. En la reorganización, la 1.ª Sublegión fue redesignada como 1.er Regimiento de Infantería.
A partir de 1805, seis de las diez compañías del regimiento estaban en San Louis, Misuri, con las otras cuatro ubicadas en Fort Massac, Fort Dearborn, Fort Adams, Misisipi y Fort Wayne en Detroit.

### Guerra de 1812 y reorganización del Ejército
Durante la guerra angloestadounidense de 1812, el 1.º de Infantería sirvió en el Alto Canadá y entró en acción en las batallas de Chippewa y Lundy's Lane. Estas acciones dan crédito a la campaña del regimiento por la guerra de 1812.
Después del final de la guerra de 1812 a principios de 1815, el Ejército tenía un total de 44 regimientos de infantería que se consolidaron en solo ocho regimientos. En lugar de preservar las designaciones existentes de las unidades más antiguas del Ejército, se decidió consolidar las unidades en función de su proximidad geográfica en lugar de su antigüedad. El 17 de mayo de 1815, el 1.º de Infantería se consolidó con otros cinco regimientos para formar el 3.º de Infantería. Esta es la razón por la que la 3.º Infantería es la unidad de infantería más antigua del Ejército activo de los Estados Unidos en lugar del 1.º de Infantería.

### De 1815 a 1861
El 30 de noviembre de 1819, el regimiento estaba ubicado en la frontera noroeste en Fort Howard en Green Bay, Wisconsin. El 9 de noviembre de 1822, el regimiento tenía 6 compañías en Green Bay, dos en Sarnac y otras dos en Chicago.
El informe anual del Ejército de 1826 muestra que el regimiento había sido reubicado en Jefferson Barracks, Misuri.
En noviembre de 1837, la sede del regimiento y seis compañías estaban en Fort Jesup en Luisiana con las otras cuatro compañías en Fort Towson en Oklahoma.
De 1840 a 1843, el 3.º de Infantería luchó en las guerras semínolas en Florida.
Durante la guerra mexicano-estadounidense, el regimiento luchó en la mayoría de las principales batallas de la guerra, incluidas Palo Alto, Monterey, la invasión y el asedio de Veracruz, Cerro Gordo, Churubusco y Chapultepec, que condujeron a la captura y ocupación de la Ciudad de México.
De 1856 a 1860, el regimiento sirvió en Nuevo México, donde luchó contra la tribu de los indios navajos.
Después de servir en Nuevo México, el regimiento se extendió a varios puestos en el Golfo de México desde Florida hasta Texas.

### Guerra civil estadounidense
El 3.º de Infantería prestó un extenso servicio durante la guerra de secesión y se le atribuyeron 12 campañas. Destacamentos del regimiento estaban sirviendo en Fort Pickens en Florida y en Saluria, en la costa del golfo de Texas, cuando comenzó la guerra en abril de 1861. Tres compañías dela 3.º de Infantería se rindieron el 25 de abril. Cinco de las 10 compañías del regimiento participaron en la primera batalla de Bull Run el 20 de julio de 1861.
El regimiento pasó la mayor parte de la guerra asignado al Ejército del Potomac y sirvió principalmente en Virginia. Desde mayo de 1862 hasta marzo de 1864 sirvió en la 1.ª Brigada de la 2.ª División del 5.º Cuerpo. En marzo de 1864 fue reasignado a la 4.ª Brigada de la 1.ª División del 5.º Cuerpo. Participó en el sitio de Yorktown (parte de la campaña peninsular), la batalla de Cold Harbor, la batalla de Malvern Hill, la segunda batalla de Bull Run, la batalla de Antietam, la batalla de Fredericksburg, la batalla de Chancellorsville, la batalla de Gettysburg y la batalla de Appomattox.

### De 1865 a 1917
Después de la guerra civil, el 3.º de Infanteŕia sirvió en Kansas, Colorado y el territorio indígena (más tarde el estado de Oklahoma) desde 1866 hasta 1874. Luego sirvió en Luisiana y Misisipi de 1874 a 1877 y en Montana, Minesota y Dakota del Sur de 1877 a 1898.
Durante la guerra hispano-estadounidense, el regimiento sirvió en Cuba del 14 de junio al 25 de agosto de 1898, donde participó en la campaña de Santiago y luchó en la Batalla del Cerro San Juan.
Después de regresar de Cuba, el 3.º de Infantería estaba estacionado en Fort Snelling en Minesota. El 5 de octubre de 1898, una fuerza de unos 80 hombres, incluidos soldados del 3.º de Infantería, alguaciles estadounidenses y policía india, luchó en la batalla de Sugar Point contra 17 miembros de la banda local de saqueadores de indios chippewa cerca de la reserva Leech Lake. Las fuerzas estadounidenses perdieron 6 soldados y un policía indio, además de sufrir 14 heridos. No hubo bajas entre los chippewa. El administrador del hospital (más tarde mayor) Oscar Burkard recibió la Medalla de Honor por rescatar a las víctimas durante la batalla. La batalla de Sugar Point fue la última batalla librada entre el ejército de los Estados Unidos y los nativos americanos.
El 3.º de Infantería también sirvió en Filipinas durante la insurrección filipina desde el 3 de febrero de 1899 hasta el 15 de abril de 1902. Luego regresó a los Estados Unidos, donde estuvo estacionado en Kentucky, Ohio e Illinois. Luego se envió a Alaska, donde sirvió desde el 1 de julio de 1904 hasta el 6 de agosto de 1906, cuando se trasladó al estado de Washington hasta que se envió de regreso a Filipinas alrededor de 1909.
A partir de agosto de 1914, la sede del regimiento, junto con el 2.º y 3.º Batallones, estaban ubicados en Madison Barracks, Nueva York. El 1.er Batallón estaba ubicado en Fort Ontario, Nueva York.

### Frontera mexicana y la Primera Guerra Mundial
En 1916, el 3.º de Infantería, entonces comandado por el coronel Julius Penn, fue enviado a la frontera Texas-México durante la expedición contra Pancho Villa para prevenir una posible invasión. Uno de los oficiales del Regimiento en ese momento era el segundo teniente James Van Fleet, quien se graduó en West Point en 1915 y ascendería a general de cuatro estrellas durante la guerra de Corea.
Durante la Primera Guerra Mundial, el cuartel general del 3.º de Infantería, junto con el 3.er Batallón, se estacionó en Camp Eagle Pass en Texas. El 1.er Batallón estaba ubicado en Del Río y el 2.º Batallón estaba en Fort Sam Houston. A lo largo de la guerra, el regimiento fue asignado a patrullar la frontera mexicana y no entró en acción.
Durante la Primera Guerra Mundial, el capitán Matthew Ridgway, recién graduado de West Point, fue asignado al 3.º de Infantería. Ridgway pasaría a tener una carrera muy distinguida de 38 años, incluidas destinos como comandante de la 82.ª División Aerotransportada, el XVIII Cuerpo Aerotransportado, el 8.º Ejército de los Estados Unidos, el Comando de las Naciones Unidas en Corea, el de Comandante Supremo Aliado en Europa y el de jefe de Estado Mayor del Ejército de los Estados Unidos.

### Período de entreguerras (1919-1939)
Tras el establecimiento de la Patrulla Fronteriza de los Estados Unidos, el 3.º de Infantería se trasladó a Camp Sherman en Ohio el 14 de octubre de 1920. El Regimiento marchó 941 millas desde Camp Sherman hasta Fort Snelling, Minnesota, llegando el 17 de noviembre de 1921. A su llegada, el 2.º y 3.er Batallón se desactivaron el 18 de noviembre de 1921 y el 1.º Batallón asumió las funciones de guarnición. El regimiento se reorganizó como regimiento de combate cuando los batallones 2.º y 3.º se reactivaron el 8 de junio de 1922.
El 24 de marzo de 1923 el regimiento fue asignado a la 7.ª División. El 15 de agosto de 1927 el regimiento fue reasignado a la 6.ª División.
El 1 de octubre de 1933, el regimiento volvió a ser asignado a la 7.ª División. El 22 de abril de 1939, el regimiento realizó una revista del príncipe heredero Federico y la princesa Ingrid de Dinamarca.

### Segunda Guerra Mundial
Durante la Segunda Guerra Mundial, el 3.º de Infantería sirvió la mayor parte de la guerra como un regimiento separado y no fue asignado a una división de combate hasta 50 días antes de la rendición alemana.
El 16 de octubre de 1939 fue relevado de su asignación a la 7.ª División y asignado a la 6.ª División en Fort Jackson, Carolina del Sur. En noviembre de 1940, el 1.er Batallón se trasladó a Fort Crook, Nebraska. El regimiento fue relevado de su asignación a la 6.ª División el 10 de mayo de 1941. El 3.er Batallón partió de Nueva York el 20 de enero de 1941 y fue enviado a San Juan de Terranova, Newfoundland, antes de trasladarse a Fort Pepperrell en el Comandancia de la Base de Terranova en noviembre de 1941.
El 1.er Batallón se desactivó el 1 de junio de 1941 en Fort Leonard Wood, Misuri, y sus soldados fueron asignados a la 63.º de Infantería y se reactivó el 14 de febrero de 1942 en Terranova. El resto del regimiento fue enviado a Camp Ripley, Minesota, el 13 de septiembre de 1941 y regresó a Fort Snelling el 26 de septiembre.
Cuando Estados Unidos declaró la guerra a Japón en diciembre de 1941, el regimiento estaba estacionado en Fort Snelling. El 2.º Batallón fue desactivado el 1 de septiembre de 1942 en Fort Snelling.
El regimiento llegó a Boston el 17 de septiembre de 1943 y se trasladó a Camp Butner, Carolina del Norte, el 22 de septiembre de 1943, donde se adjuntó al XII Cuerpo. El 2.º Batallón se reactivó el 22 de octubre de 1943 en Camp Butner. El regimiento se trasladó a Fort Benning, Georgia, el 8 de marzo de 1944, donde proporcionó cuadros para la Escuela de Infantería.
Al final de la guerra, el regimiento se presentó en Camp Myles Standish, cerca de Taunton, Massachusetts, el 27 de febrero de 1945, y partió de Boston con destino a Francia el 8 de marzo de 1945.
El regimiento llegó a Le Havre, Francia, el 18 de marzo de 1945, y se adjuntó a la 106.ª División de Infantería, reconstituida con la misión de contener la guarnición alemana aislada en Saint Nazaire. El regimiento se trasladó con la 106.ª División a Alemania el 26 de abril de 1945, doce días antes de la rendición alemana, y procesó a los prisioneros de guerra. El regimiento entonces fue asignado al servicio en la ocupación de Alemania y se ubicó en Babenhausen. El 3.º de Infantería fue desactivado el 20 de noviembre de 1946 en Berlín.
El 3.º de Infantería recibió la insignia del Teatro Americano por su defensa de Terranova. También se le concedió el gallardete de la Campaña del Norte de Francia del Teatro Europeo, aunque la Campaña del Norte de Francia terminó técnicamente el 14 de septiembre de 1944. Sin embargo, los comandantes de los teatros estaban autorizados a conceder créditos de participación en la campaña a determinadas campañas incluso después del final técnico de la misma, siendo la Campaña del Norte de Francia una de ellas, ya que el 3.er Regimiento de Infantería ayudó en la misión de contener la guarnición alemana en Saint Nazaire.

### Después de la Segunda Guerra Mundial
El 3.er Regimiento de Infantería (menos el 2.º Batallón) se reactivó el 6 de abril de 1948 en Fort Myer, Virginia. El 2.º Batallón se reactivó simultáneamente en Fort Lesley J. McNair, Washington, D. C., Fue entonces cuando la unidad asumió el papel por el que es más conocida hoy en día como la unidad ceremonial oficial del Ejército de los Estados Unidos. La reactivación del regimiento se produjo poco antes del funeral de Estado del General de los Ejércitos John J. Pershing, celebrado el 19 de julio de 1948, en el que los soldados del 3.º de Infantería desempeñaron un papel destacado. Este fue el comienzo de la misión actual del 3.º de Infantería de realizar deberes ceremoniales en el área de Washington, D. C.
La Vieja Guardia ganó atención nacional por el apoyo que brindó al funeral de estado del presidente John F. Kennedy en noviembre de 1963. Además del funeral de Kennedy, la Vieja Guardia también sirvió en los funerales de estado en nombre de los soldados desconocidos caídos en la Segunda Guerra Mundial, Corea y Vietnam, así como de los presidentes Herbert Hoover, Dwight D. Eisenhower, Lyndon B. Johnson, Ronald Reagan y Gerald R. Ford. Otras personas que han recibido funerales de estado en los que ha servido la Vieja Guardia incluyen al general John J. Pershing, al general Douglas MacArthur, al vicepresidente Hubert Humphrey y al ganador de la Medalla de Honor, el senador Daniel Inouye.
Además de servir en los funerales militares y estatales, el 3.º de Infantería también asumió la responsabilidad de proporcionar el destacamento de guardia en la Tumba del Soldado Desconocido en el Cementerio Nacional de Arlington y de proporcionar guardias de honor en la Casa Blanca para dignatarios de alto rango.

### Batallones subordinados
El 3.er Batallón del 3.º de Infantería, desde 1963 hasta su inactivación en 1994, fue uno de los tres batallones de infantería ligera que componían la 205.ª Brigada de Infantería (Ligera Separada) de la Reserva del Ejército, que a su vez era la brigada completa para la 6.ª División de Infantería (Ligera) del Ejército Regular, con base en Fort Richardson y Fort Wainwright, Alaska. La brigada de infantería 205.ª tuvo su sede en Fort Snelling, Minnesota, hasta su inactivación. Fue desactivada el 25 de agosto de 1994. El 3.er Batallón estaba programado para activarse en Fort Carson como parte de la 5.ª IBCT/4.ª División de Infantería. La activación fue cancelada cuando el ejército se congeló en 45 brigadas.
El 5.º Batallón fue activado el 24 de noviembre de 1967 y asignado a la 6.ª División de Infantería en Fort Campbell, Kentucky. Fue relevado de su asignación a la 6.ª División de Infantería el 24 de julio de 1968 y desactivado el 21 de julio de 1969 en Fort Campbell, Kentucky.
El 6.º Batallón se activó el 24 de noviembre de 1967 y se asignó a la 6.ª División de Infantería en Fort Campbell, Kentucky. Fue relevado de su asignación a la 6.ª División de Infantería el 24 de julio de 1968 y desactivado el 1 de febrero de 1969 en Fort Campbell, Kentucky.
El 7.º Batallón se activó el 24 de noviembre de 1967 y se asignó a la 6.ª División de Infantería en Fort Campbell, Kentucky. Fue relevado de su asignación a la 6.ª División de Infantería el 24 de julio de 1968 y desactivado el 25 de julio, al mismo tiempo que la desactivación de la 6.ª División de Infantería en Fort Campbell, Kentucky.

### El 2.º Batallón en Vietnam (1966-1970)
El 1 de junio de 1966, el 2.º Batallón se activó en Fort Benning, Georgia y se asignó a la 199.ª Brigada de Infantería Ligera (199.ª LIB, por sus siglas en inglés). La 199.ª LIB se desplegó en Vietnam del Sur en diciembre de 1966 operando en todo el III Cuerpo.
El 3 de julio de 1969, mientras la Compañía D del 2.º Batallón patrullaba en la provincia de Long Khanh durante la operación Toan Thang III, fue emboscado por el 33.º Regimiento del Ejército Popular de Vietnam y perdió nueve hombres, incluido el cabo Michael Fleming Folland, quien sofocó una granada de mano enemiga con su cuerpo. Más tarde recibió póstumamente la Medalla de Honor.
La 199.ª LIB regresó a los Estados Unidos en 1970 y el 2. ° Batallón fue desactivado el 15 de octubre de 1970 en Fort Benning.

### El cuarto batallón en Vietnam (1967-1968)
El 4.º Batallón de la Vieja Guardia se activó oficialmente en Schofield Barracks, Hawái, el 1 de julio de 1966 y fue comandado por el LTC Harold J. Meyer. El batallón estaba formado inicialmente por el Cuartel General y la Compañía del Cuartel General y la Compañía A, que contenían un oficial, cinco soldados y veintiún soldados respectivamente. Para el 31 de diciembre de 1966, la dotación del batallón había aumentado a 37 oficiales, dos suboficiales y 492 soldados.
Cuando se reactivó el batallón, utilizó las instalaciones anteriormente ocupadas por elementos de la 25.ª División de Infantería. Durante el período comprendido entre el 1 de julio de 1966 y el 10 de septiembre de 1966, el batallón se preparó para el entrenamiento de unidad básica, ya que la mayoría del personal alistado inferior de la Vieja Guardia nunca había servido en una unidad regular. Los suboficiales, por otro lado, tenían mucha experiencia con muchos retornos recientes de Vietnam.
Durante su preparación para el servicio en Vietnam del Sur, el 4.º Batallón fue asignado a la 11.ª Brigada de Infantería. El 15 de agosto de 1967, la 11.ª Brigada de Infantería adoptó el concepto de «Infantería Ligera». Al seleccionar un pelotón de fusileros y personal del pelotón de armas de cada compañía de línea, se introdujo en el batallón una compañía de línea adicional, la Compañía Delta. Además, al eliminar los pelotones de reconocimiento y morteros de 4,2 pulgadas y la sección de vigilancia terrestre de la antigua compañía del cuartel general, se creó una compañía de apoyo de combate, la Compañía Echo. Con estos dos cambios en el batallón, la autorización de fuerza revisada totalizó 44 oficiales, 1 suboficial y 886 hombres alistados.
El 7 de julio de 1967, el batallón realizó una revista de despedida para su comandante saliente, el teniente coronel Meyer y, al mismo tiempo, el mayor C. Hartsfield asumió el mando interino del batallón. El 20 de julio, el batallón dio la bienvenida al teniente coronel Alvin E. Adkins como su nuevo comandante. Adkins había servido previamente en la Segunda Guerra Mundial, las guerras de Corea y Vietnam.
El 25 de diciembre, el personal del grupo de avanzada, incluido el teniente coronel Adkins, los comandantes de la compañía y otros miembros clave del personal, partieron en avión hacia Vietnam del Sur. Poco después, a las 23:30 del 5 de diciembre, el cuerpo principal partió del muelle 40 de Honolulu en el USS General W. H. Gordon. Después de 14 días en el mar, el cuerpo principal llegó al puerto de Quy Nhon y avanzó en un convoy de vehículos hacia el norte por la autopista 1 hasta el campamento base de Duc Pho y una base de operaciones conocida como Carentan. Las operaciones de entrenamiento y combate en el país comenzaron de inmediato. Durante el resto de 1967, el batallón realizó misiones de búsqueda y destrucción (desde que se volvió a etiquetar como «barrer y despejar», una distinción importante cuando se trata de no combatientes locales posiblemente hostiles) fuera de Carentan y al oeste de Duc Pho, sufriendo ligeras bajas y manteniendo un control firme de la situación de combate. Fue entonces cuando la Compañía Delta registró al primer receptor del Corazón Púrpura de la brigada, el especialista 4 (SP/4) Bobby L. Godwin, quien resultó herido en la pierna mientras patrullaba.
El 21 de enero de 1968, el también SP/4 Bobby West se convirtió en la primera víctima mortal de la unidad, herido de muerte por disparos de francotiradores. Fue ascendido póstumamente a sargento y recibió la Estrella de Bronce.
El 11 de marzo de 1968, en la cima de zona de aterrizaje Sue, se produjo un incendio en uno de los búnkeres de municiones de los pelotones de morteros. El desastre inminente fue evitado por la rápida reacción y el liderazgo por parte de los oficiales y suboficiales en la vecindad, el mayor Howard Hartsfield, oficial ejecutivo del batallón y el capitán John McAnaw, oficial de operación aéreas (S-3 Air), fueron recomendados para la Medalla del Soldado y la Estrella de Bronce respectivamente, por su contribución en la prevención de la destrucción de la base de fuego y todo su personal. Al día siguiente, el SP/4 Richard Silva, un médico adscrito a la Compañía B, fue recomendado para la Estrella de Bronce con distintivo «V»por exponerse a intensos disparos de armas automáticas y fuego motorizado mientras atendía al personal herido de la compañía.
El 16 de marzo, la Compañía B fue desplegada mediante helicópteros cerca de Mỹ Khê, provincia de Quảng Ngãi, y procedió a matar entre 60 y 155 civiles en la Masacre de My Lai.

### Guerra global contra el terrorismo
El 12 de noviembre de 2003, el 2.º Batallón se desplegó en Irak con la 3.ª Brigada (Stryker) de la 2.ª División de Infantería para comenzar un período de servicio en apoyo de la operación Libertad Iraquí. Este fue el primer despliegue de un elemento de la Vieja Guardia desde la Guerra de Vietnam. Operando primero en la peligrosa zona del triángulo Suní bajo el mando de la 4.ª División de Infantería, los soldados del 2.º Batallón, 3.º de Infantería relevaron a las tropas de la 101.ª División Aerotransportada en enero de 2004 en el norte de Irak. El 2.º Batallón comenzó a redistribuirse de regreso a los Estados Unidos en octubre de 2004.
Otro evento histórico ocurrió el 15 de diciembre de 2003, cuando la Compañía Bravo del 1.er Batallón se desplegó desde Fort Myer, Virginia, para prestar servicio en el área de operaciones del Comando Central de los Estados Unidos. Este fue el primer despliegue de un elemento del 1.er Batallón de la Vieja Guardia desde la Segunda Guerra Mundial. La Compañía Bravo, también llamada Task Force Bravo y Team Battlehard, llegó al área de operaciones del Comando Central de los Estados Unidos para asumir el servicio en Yibuti en el Cuerno de África el 17 de diciembre de 2003. Los soldados de la Vieja Guardia sirvieron en apoyo de la Fuerza de Tarea Conjunta Combinada-Cuerno de África (CJTF-HOA, por sus siglas en inglés) y en la operación Libertad Duradera. Con base en Camp Lemonnier, sus misiones en la región incluyeron la protección de fuerzas para asuntos civiles y personal de ingeniería, participación en operaciones conjuntas con otras fuerzas militares estadounidenses y regionales y capacitación constante para mantenerse preparados. Team Battlehard se redistribuyó de nuevo a Fort Myer en julio de 2004.
En 2007, la Compañía Delta del 1.er Batallón se desplegó en Camp Lemonnier, Yibuti, como parte de CJTF-HOA, apoyando misiones humanitarias y entrenamiento militar local en la región.
La Compañía Charlie del 1.er Batallón se desplegó en Camp Taji, Irak, en 2009 para ejecutar su misión de apoyo de internamiento en el teatro.
En diciembre de 2011, el 2.º Batallón se desplegó en la provincia de Kandahar en Afganistán, donde fue responsable de brindar seguridad en la base para las Fuerzas Especiales del Ejército de los Estados Unidos y los SEAL de la Marina de los Estados Unidos, que participaban en operaciones de estabilización en las aldeas.

### Deberes actuales

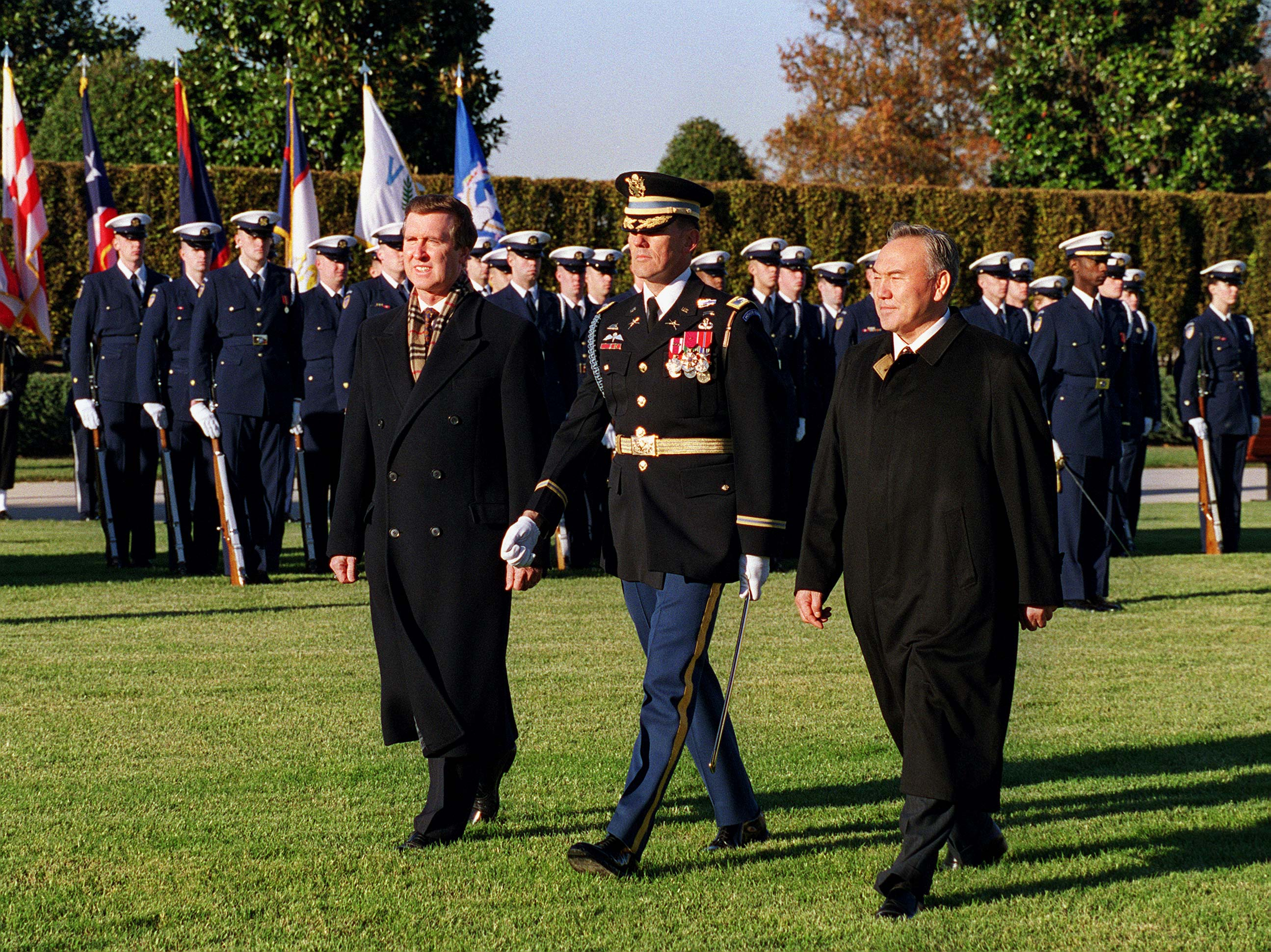
El secretario de Defensa William Cohen (izquierda) y el presidente Nursultan Nazarbayev de Kazajstán (derecha), escoltados por el coronel Gregory Gardner (centro) del 3.^{er} Regimiento de Infantería inspeccionan la guardia de honor de los servicios conjuntos durante una ceremonia de recepción militar de honor para Nazarbayev en el Pentágono, 17 de noviembre de 1997.

Las funciones actuales de la Vieja Guardia incluyen, entre otras, la prestación de servicios funerarios en el Cementerio Nacional de Arlington, la vigilancia de la Tumba del Soldado Desconocido, la prestación de servicios de guardia de honor a los dignatarios visitantes, el apoyo a las ceremonias oficiales y la prestación de una fuerza de reacción rápida en la zona de Washington, D. C.
A partir de 2018, había tres batallones activos del 3.er Regimiento de Infantería.
- 1.er Batallón asignado al Distrito Militar de Washington, Fort Myer, Virginia
- 2.º Batallón asignado al Equipo de Combate de la 3.º Brigada, 2.º División de Infantería, Fort Lewis, Washington
- 4.º Batallón asignado al Distrito Militar de Washington, Fort Myer, Virginia

## Medallas de honor

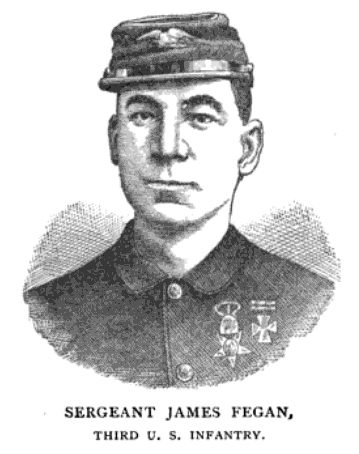
James fegan

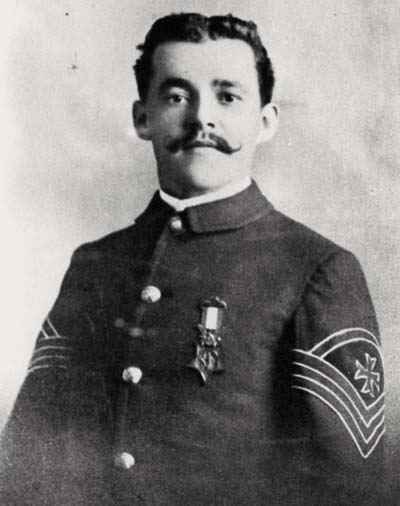
Oscar Burkard

Los siguientes soldados del 3.º de Infantería han sido condecorados con la Medalla de Honor:
Guerras indias
Sargento James Fegan, Compañía H, marzo de 1868, Plum Creek, Kansas
Cabo Leander Herron, Compañía A, 2 de septiembre de 1868, cerca de Fort Dodge, Kansas
El administrador del hospital Oscar Burkard del Cuerpo de Hospitales del Ejército de los Estados Unidos, adscrito a la 3.ª Infantería de los Estados Unidos, recibió la Medalla de Honor por sus acciones el 5 de octubre de 1898 en la batalla de Sugar Point en Leech Lake, Minnesota. Está catalogado por la Oficina de Historia Médica de los Estados Unidos como la última Medalla de Honor otorgada en una campaña india.
Guerra de Vietnam
Cabo Michael Fleming Folland, Compañía D, 2.º Batallón, 3 de julio de 1969, Long Khanh (póstumo)

## Linaje
- Constituido el 3 de junio de 1784 en el Ejército Regular como el Primer Regimiento Americano integrado por compañías de Connecticut, Nueva York, Nueva Jersey y Pensilvania.
- Organizado de agosto a septiembre de 1784 en Pensilvania y Nueva Jersey (empresas de Nueva York y Connecticut organizadas en 1785)
- Redesignado el 29 de septiembre de 1789 como Regimiento de Infantería
- Redesignado el 3 de marzo de 1791 como 1.er Regimiento de Infantería
- Redesignado en 1792 como Infantería de la 1.ª Sublegión
- Redesignado el 31 de octubre de 1796 como 1.er Regimiento de Infantería
- Consolidado de mayo a octubre de 1815 con el 5.º Regimiento de Infantería (constituido el 12 de abril de 1808), el 17.º Regimiento de Infantería (constituido el 11 de enero de 1812), el 19.º Regimiento de Infantería (constituido el 26 de junio de 1812) y el 28.º Regimiento de Infantería (constituido el 29 de enero de 1813) para formar el 3.º de Infantería (los Regimientos de Infantería 17.º y 19.º se habían consolidado con los Regimientos de Infantería 26.º y 27.º el 12 de mayo de 1814)
- Consolidado de agosto a diciembre de 1869 con la mitad del 37.º Regimiento de Infantería (ver ANEXO) y unidad consolidada designada como 3.º de Infantería
- 2.º y 3.º batallones desactivados el 18 de noviembre de 1921 en Fort Snelling, Minnesota ; activado el 8 de junio de 1922 en Fort Snelling, Minnesota
- Asignado el 24 de marzo de 1923 a la 7.ª División
- Relevado el 15 de agosto de 1927 de la asignación a la 7.ª División y asignado a la 6.ª División
- Relevado el 1 de octubre de 1933 de la asignación a la 6.ª División y asignado a la 7.ª División
- Relevado el 16 de octubre de 1939 de la asignación a la 7.ª División y asignado a la 6.ª División
- Relevado el 10 de mayo de 1941 de su asignación a la 6.ª División
- (1er Batallón desactivado el 1 de junio de 1941 en Fort Leonard Wood, Misuri; activado el 14 de febrero de 1942 en Terranova)
- (2.º Batallón (menos el Cuartel General y la Compañía del Cuartel General) desactivado el 1 de septiembre de 1942 en Fort Snelling, Minnesota (el Cuartel General y la Compañía del Cuartel General desactivados simultáneamente en Groenlandia); batallón activado el 22 de octubre de 1943 en Camp Butner, Carolina del Norte)
- Inactivo el 20 de noviembre de 1946 en Alemania
- Regimiento (menos el 2.º Batallón) activado el 6 de abril de 1948 en Fort Myer, Virginia (2.º Batallón activado simultáneamente en Fort Lesley J. McNair, Washington, D. C.)
- Reorganizado el 1 de julio de 1957 como regimiento principal bajo el Sistema de Regimiento de Armas de Combate
- Retirado el 16 de enero de 1986 del Sistema de Regimiento de Armas de Combate y reorganizado bajo el Sistema de Regimiento del Ejército de los Estados Unidos
- Redesignado el 1 de octubre de 2005 como 3.er Regimiento de Infantería

ANEXO
37.º Regimiento de Infantería
- Constituido el 3 de mayo de 1861 en el Ejército Regular como 3er Batallón, 19.º Regimiento de Infantería.
- Organizado de mayo de 1865 a septiembre de 1866 en Fort Wayne, Míchigan; Cuartel de Newport, Kentucky; y Fuerte Colón, Nueva York
- 3.er Batallón, 19.º de Infantería, reorganizado y redesignado el 23 de noviembre de 1866 como 37.º Regimiento de Infantería.
- La mitad del 37.º de Infantería se consolidó de agosto a diciembre de 1869 con el 3.º de Infantería y la unidad consolidada designada como 3.º de Infantería (la mitad restante del 37.º de Infantería se consolidó en junio de 1869 con el 5.º de Infantería y la unidad consolidada designada como el 5.º de Infantería; en lo sucesivo, con linaje separado)

## Honores

### Créditos de participación en campaña[27]

#### Guerra de 1812
1. Canadá
2. Chippewa
3. Lundy's Lane

#### Guerra mexicano-estadounidense
1. Palo Alto
2. Resaca de la Palma
3. Monterey
4. Veracruz
5. Cerro Gordo
6. Contreras
7. Churubusco
8. Chapultepec

#### Guerra civil estadounidense
1. Bull Run
2. Península
3. Manassas
4. Antietam
5. Fredericksburg
6. Chancellorsville
7. Gettysburg
8. Appomattox
9. Texas 1861
10. Florida 1861
11. Florida 1862
12. Virginia 1863

#### Guerras indias
1. Miami (Ohio, 1791-1794)
2. Seminolas (Florida, 1840-1843)
3. Nuevo México 1856
4. Nuevo México 1857
5. Nuevo México 1858
6. Nuevo México 1860
7. Comanches (Oklahoma, 1868)
8. Montana 1887 (Nez Perce)

#### Guerra hispano Americana
1. Santiago

#### Insurrección filipina
1. Malolos
2. San Isidro
3. Luzón 1899
4. Luzón 1900
5. Jolo 1911

Uno de los oficiales de grado de compañía más activos fue el capitán James McCrae, quien, como mayor general, comandó la 78.ª División en la ofensiva de St. Mihiel y Meuse-Argonne en la Primera Guerra Mundial.

#### Segunda Guerra Mundial
1. Teatro estadounidense, banderola sin inscripción
2. Norte de Francia

#### Vietnam
1. Contraofensiva, Fase II
2. Contraofensiva, Fase III
3. Contraofensiva Tet
4. Contraofensiva, Fase IV
5. Contraofensiva, Fase V
6. Contraofensiva, Fase VI
7. Tet 69/Contraofensiva
8. Verano-otoño 1969
9. Invierno-primavera de 1970
10. Contraofensiva del Santuario
11. Contraofensiva, Fase VII
12. Consolidación I

#### Guerra contra el terrorismo
Guerra de Irak
1. Soberanía Iraquí

### Condecoraciones
- Mención Presidencial de Unidad, 6-7 de septiembre de 1968 (obtenida por el Pelotón de Reconocimiento, Compañía E, 4.º Batallón)
- Premio a la Unidad Valerosa, cinta bordada Saigón - Long Binh (obtenida por el 2.º Batallón)
- Condecoración a la Unidad Valerosa, cinta bordada Karbala y An Najf, Irak (obtenida por el 2.º Batallón)
- Encomio a la Unidad Meritoria (Ejército), cinta bordada Washington D. C. 1969-1973 (obtenida por el 1.er Batallón)
- Encomio a la Unidad Meritoria (Ejército), cinta bordada Irak 2003-2004 (obtenida por el 2.º Batallón)
- Encomio a la Unidad Meritoria (Ejército), cinta bordada Irak 2006-2007 (obtenida por el 2.º Batallón)
- Encomio Meritorio a la Unidad (Ejército), cinta bordada Irak 2009-2010 (obtenida por el 2.º Batallón)
- Encomio a la Unidad Meritoria (Ejército), cinta bordada Afghanistán 2011-2012 (obtenida por el 2.º Batallón)
- Premio a la Unidad Superior del Ejército, cinta bordada 1984-1985 (obtenida por el 1.er Batallón)
- Premio a la Unidad Superior del Ejército, cinta bordada 1993 (obtenido por el 1.er Batallón)
- Premio a la Unidad Superior del Ejército, cinta bordada 2002-2003 (obtenida por el 2.º Batallón)
- Premio a la Unidad Superior del Ejército, cinta bordada 2004-2005 (obtenido por el 1er Batallón)
- Premio a la Unidad Superior del Ejército, cinta bordada 2011-2013 (obtenida por el 1er y 4.º Batallones)
- Cruz de Gallardía de la República de Vietnam con Palma, 1968-1970 (obtenida por el 2.º y 4.º Batallones)
- Medalla de Honor de las Acciones Civiles de la República de Vietnam, Primera Clase, 1966-1970 (obtenida por el 2.º Batallón)[27][28]

## En la cultura popular
Gardens of Stone es una película dramática estadounidense de 1987 dirigida por Francis Ford Coppola, basada en la novela del mismo título de Nicholas Proffitt. Está protagonizada por James Caan, Anjelica Houston, James Earl Jones y DB Sweeney. La película, ambientada en 1968 y 1969, intenta examinar el significado de la guerra de Vietnam a través de los ojos de los miembros de la Vieja Guardia.